# Temp 2S
Temp 2S (designación OTAN: SS-16; también conocido como RS-14) fue un misil balístico intercontinental soviético propulsado por combustible sólido. El primer misil balístico intercontinental operativo en ser totalmente móvil. Se desplegó secretamente en el periodo comprendido entre 1976 y 1987, contradiciendo los términos del acuerdo de desarme SALT II.
Fue comenzado a desarrollar conjuntamente por el grupo de Nadiradze y Yuzhnoye tras un decreto del 6 de marzo de 1966 que lo autorizaba. Los primeros estudios manejaban un peso para el Temp 2S de entre 37 y 40,5 T, pero el posterior uso de una revolucionaria estructura para el motor, manufacturada en fibra de vidrio y capaz de resistir 3000 °C, rebajó esta cifra.
Las primeras pruebas de vuelo se realizaron con la primera etapa en solitario en 1971. Las pruebas con el misil incluido, 35 lanzamientos en total, tuvieron lugar en Plesetsk entre el 14 de marzo de 1972 y diciembre de 1974. Como vehículo de transporte se eligió el MAZ 547, un vehículo de 32 toneladas capaz de portar cargas de hasta 40,7 T.
La producción se inició en 1971, y los dos primeros regimientos coheteros fueron operativos en Plesetsk el 21 de febrero de 1976. Se formaron un total de siete regimientos, cada uno responsable de seis lanzadores móviles, y con entre 36 y 40 misiles disponibles en cualquier momento. Toda la operación se llevó en secreto, ya que el tratado SALT 2 prohibía el desarrollo de lanzadores intercontinentales móviles. Las plataformas móviles eran escondidas en garajes y solo salían de maniobras cuando no había satélites de reconocimiento estadounidenses sobre la zona. Sin embargo, la inteligencia americana acabó descubriendo y denunciando que había entre 50 y 100 Temp 2S operativos en Plesetsk. No fue hasta 1985, durante la negociación del tratado START I, que los soviéticos admitieron la existencia de los lanzadores móviles.
La retirada de servicio de los Temp 2S comenzó en 1986. Para entonces los lanzadores se habían dispersado a miles de kilómetros en la taiga.
El misil tenía tres etapas, todas propulsadas por combustible sólido. En la última etapa también había una pequeña cantidad de combustible líquido para correcciones de velocidad de la ojiva y el lanzamiento de contramedidas, y el sistema de guía estaba controlado por una computadora digital, INS.

## Especificaciones
- Apogeo: 1000 km
- Masa total: 44.200 kg
- Diámetro: 1,79 m
- Longitud total: 18,51 m
- Ojiva: 540 kg o 940 kg
- Alcance máximo: 10.500 km o 3500 km, según la ojiva, respectivamente.
- CEP: 1,64 km o 0,45 km, según la ojiva, respectivamente.